# Escut i bandera d'Alfauir
L'escut i la bandera d'Alfauir són els símbols representatius tradicionals d'Alfauir, municipi del País Valencià a la comarca de la Safor.

## Escut heràldic
L'escut oficial d'Alfauir té el següent blasonament:
| « | Escut quadrilong de boca redona. En camp d'atzur, un lleó rampant d'or, surmontat per un barret de capel de gules amb cordons de quinze borles en cinc ordres. Al tot bordura de vuit peces d'or. Al timbre, corona reial oberta. | » |

## Bandera d'Alfauir
La bandera oficial d'Alfauir té la següent descripció:
| « | Bandera de proporcions 2:3. De blau, un lleó rampant d'or al mig, sobremuntat d'un capell roig, amb quinze borles dispostes en cinc ordres. | » |

## Història
L'escut va ser aprovat per Resolució del 21 de maig de 1998, del conseller de Presidència. Publicat en el DOGV núm. 3.286, del 15 de juliol de 1998.
El capel de cardenal i el lleó són les armes del monestir de Sant Jeroni de Cotalba, l'abat del qual fou l'antic senyor del poble. La bordura és un element distintiu d'aquest escut municipal.
La bandera va ser aprovada per resolució de 28 de setembre de 2001, del conseller de Justícia i Administracions Públiques, i publicada en el DOGV núm. 4.117, de 30 d'octubre de 2001.